# Paratmeticus
Paratmeticus bipunctis, és una espècie d'aranya araneomorfa de la subfamília Erigoninae, dins de la família Linyphiidae . És l'únic membre del gènere monotípic Paratmeticus.
És un endemisme de la Península de Kamtxatka, Sakhalín i les illes Kurils a Rússia i al Japó.
Fou descrit per primera vegada per Y. M. Marusik i S. Koponen l'any 2010. És un sinònim de Oedothorax bipunctis (Bösenberg & Strand, 1906) i Tmeticus japonicus (Oi, 1960).